# 五肋楼梯草
五肋楼梯草（学名：Elatostema quinquecostatum）为荨麻科楼梯草属的植物，是中国的特有植物。分布于中国大陆的贵州等地，生长于海拔1,000米的地区，多生长在山谷密林中，目前尚未由人工引种栽培。